# Zeche Justus
Die Zeche Justus ist ein ehemaliges Steinkohlenbergwerk in Kley. Bei dieser Zeche handelte es sich um eine Kleinzeche. Besitzer dieser Kleinzeche war zunächst die Firma Gockel & Niebur, später ging der Besitz über auf Rudolf Damm. Das Bergwerk war nur wenige Jahre in Betrieb.

## Bergwerksgeschichte
Im September 1956 wurde die Zeche in Betrieb genommen. Das Grubenfeld befand sich in der Nähe der Straße Am Zitter. In diesem Jahr wurden von 53 Bergleuten 2854 Tonnen Steinkohle gefördert. Im Jahr darauf wurden von 83 Bergleuten 21.605 Tonnen Steinkohle gefördert. Im Jahr 1960 sanken sowohl die Belegschafts- als auch die Förderzahlen. In diesem Jahr wurden mit 63 Bergleuten 20.419 Tonnen Steinkohle gefördert. Am 1. April 1964 kam es zu einem erneuten Besitzerwechsel. Neuer Besitzer der Zeche wurde die Deutsch-Niederländische Brennstoff- und Schiffahrts GmbH & Co KG. In diesem Jahr wurde auch die maximale Förderung erbracht, mit 78 Bergleuten wurden 35.779 Tonnen Steinkohle gefördert. Im darauffolgenden Jahr wurden mit 52 Bergleuten 25.252 Tonnen Steinkohle gefördert. Am 31. Januar 1967 wurde die Zeche Justus stillgelegt.